# 大苗山合耳菊
大苗山合耳菊（学名：Synotis damiaoshanica），为菊科合耳菊属下的一个植物种。